# 발라돈
《발라돈》(일본어: バラー丼 バラーどん[*])은 이키모노가카리의 베스트 음반이다. 2012년 12월 19일에 에픽 레코드 재팬에서 발매되었다.

## 개요
전작 《NEWTRAL》에서 약 10개월만에 발매된, 이키모노가카리 첫 발라드 베스트 음반이다. 1년간 앨범을 2개 발매하는 것은 2008년 이래에 4년만으로, 초회생산한정반에서는 “머플러 타올(《발라돈》 한정 버전)” “이키모노 카드 031”가 부속되어있다(“이키모노 카드 031”는 초회사양한정반에도 부속). 타이틀인 발라돈(バラー丼)은 발라드를 뜻하는 バラード와 덮밥을 뜻하는 丼를 관련시킨 시시한 익살로, 고안한 것은 야마시타이다。
이번작품은 발매전까지 발표된 전 악곡에서 발라드에 해당하는 악곡에, 런던의 리얼월드 스튜디오에서 녹음을 행한 〈바람이 불고 있어 (UK recorded version)〉을 더한 13곡이 수록되어 있다. 2년 전에 발매한 전회의 베스트 음반 《이키모노바카리 (Member's BEST Selection)》은 싱글곡, 앨범곡, 커플링곡에서 폭 넓게 선곡된 것에 대해서 본작품은 대부분이 싱글 A면 곡으로 구성되어 있는 것 외에, 요시오카가 제작한 곡이나 신곡이 수록되지 않는 등, 선곡의 경향이 크게 다르다.
본작의 CM에서는 야마니시 아츠시가 출연하고 있는 것과, 렌부츠 미사코가 출연하고 있는 것
2종류가 존재한다。

## 수록곡
| #   | 제목 | 작사·작곡       | 편곡                                               | 재생 시간 |
| --- | --- | --------------- | -------------------------------------------------- | --------- |
| 1.  | 〈바람이 불고 있어 (UK recorded version)〉 (일본어: 風が吹いている (가제와후이테이루[*], 카제와후이테이루) -UK recorded version-) | 미즈노 요시키   | 이노우에 아키라                                    | 9:17      |
| 2.  | 〈고마워〉 (일본어: ありがとう (아리가토)[*])                                                                                     | 미즈노 요시키   | 혼마 아키미츠                                      | 6:01      |
| 3.  | 〈플라네타륨〉 (일본어: プラネタリウム (프라네타리우무)[*])                                                                       | 미즈노 요시키   | 다나카 유스케, 유아사 아츠시 현편곡: 오카무라 미오 | 5:58      |
| 4.  | 〈돌아가고 싶어졌어〉 (일본어: 帰りたくなったよ (가에리타쿠낫타요[*], 카에리타쿠낫타요))                                          | 미즈노 요시키   | 시마다 마사노리                                    | 6:06      |
| 5.  | 〈SAKURA〉 | 미즈노 요시키   | 시마다 마사노리                                    | 5:54      |
| 6.  | 〈YELL/조이풀〉 | 미즈노 요시키   | 마츠토야 마사타카                                  | 5:57      |
| 7.  | 〈걸어서 가자 (piano intro version)〉 (일본어: 歩いていこう (아루이테이코)[*] -piano intro version-)                              | 미즈노 요시키   | 혼마 아키미츠                                      | 6:12      |
| 8.  | 〈마음의 꽃을 피우자〉 (일본어: 心の花を咲かせよう (고코로노하나오사카세요[*] , 코코로노하나오사카세요))                          | 야마시타 호타카 | 시마다 마사노리                                    | 4:43      |
| 9.  | 〈장미 빛 약속〉 (일본어: 茜色の約束 (아카네이로노야쿠소쿠)[*])                                                                   | 미즈노 요시키   | 시마다 마사노리                                    | 4:54      |
| 10. | 〈두 사람〉 (일본어: ふたり (후타리)[*])                                                                                          | 미즈노 요시키   | 시마다 마사노리                                    | 6:16      |
| 11. | 〈내일로 향하는 귀로〉 (일본어: 明日へ向かう帰り道 (아시타에무카우카에리미치)[*])                                                 | 야마시타 호타카 | 스미토모 노리히토                                  | 4:47      |
| 12. | 〈사랑에 빠진 아가씨〉 (일본어: コイスルオトメ (고이스루오토메[*], 코이스루오토메)))                                              | 미즈노 요시키   | 타나카 유스케 현편곡: 오치아이 테츠야              | 5:17      |
| 13. | 〈바람이 불고 있어〉 | 미즈노 요시키   | 카메다 세이지                                      | 7:40      |